# 造曹司所
造曹司所（ぞうぞうしどころ）は、平安時代の太政官に置かれていた直属の組織（所）。『延喜式』において造館舎所（ぞうかんしゃどころ）と改名されているが、その後ももっぱら旧名の造曹司所が用いられた。
太政官曹司・大臣曹司・弁外記候所・太政官厨家の太政官に所属する4施設の修繕を担当した。別当は少納言・弁官・外記・史から1名ずつ、預（2年交替）が太政官と弁官に属する史生からそれぞれ1名ずつが兼帯の形で属していた。
平城宮跡から出土した木簡の中に「造曹司司請」と書かれたものがあるが本項の組織との関連性は不明である。確実に存在したと考えられるのは、修理職・造宮省が廃止された延暦年間（当時は長岡京）以降であるが、当初は「造大臣曹司」などのようにそれぞれの施設ごとに設置されていたとみられる。
その後、『弘仁式』の段階において「造曹司所」と呼ばれる単独機関として整備され、『類聚符宣抄』所収の天長8年（831年）5月2日付の宣旨にも「造曹司所」が登場している。なお、後者は太政官の史生10名のうち5名が他の組織と兼帯して1名病気であるために、残り4名の専任の史生が多忙になっているとして権史生1名の補充を命じたもので、兼帯のうちの1名は造曹司所担当（預）であった。その後、太政官の業務の必要性から曹司以外の施設も設けられるようになると、名称と業務の乖離がみられるようになり、『延喜式』の段階で「造館舎所」に改名されていた（『貞観式』段階での名称が「造曹司所」か「造館舎所」かは不明）。しかし、実際には「造館舎所」の名称は定着せず、藤原実資の『小右記』長和3年（1014年）11月2日条には藤原道長の直盧が「造曹司所」にあったと記述される他、「造曹所」（『西宮記』）・「造曹司」（『北山抄』・『江家次第』）など「造曹司所」もしくはその略表記が多く残されている。